# Symphonie no 7 de Glass
Pour les articles homonymes, voir Symphonie no 7.
La Symphonie no 7 dite « Toltec » est une œuvre en trois mouvements pour chœur et orchestre composée par Philip Glass en 2004. La symphonie, commandée par l'Orchestre national des États-Unis en l'honneur du 60e anniversaire du chef d'orchestre Leonard Slatkin, a été créée le 20 janvier 2005 au Kennedy Center par l'Orchestre national des États-Unis sous la direction de Leonard Slatkin.

## Orchestration
1 flûte piccolo, 2 flûte, 2 hautbois, 1 cor anglais, 2 clarinettes (mi bémol et basse), 2 bassons, 4 cors, 3 trompettes, 3 trombones (2+1 basse), tuba, timbales,  percussion (harpe + piano), orgue, cordes.